# Carel Herman Aart van der Wijck

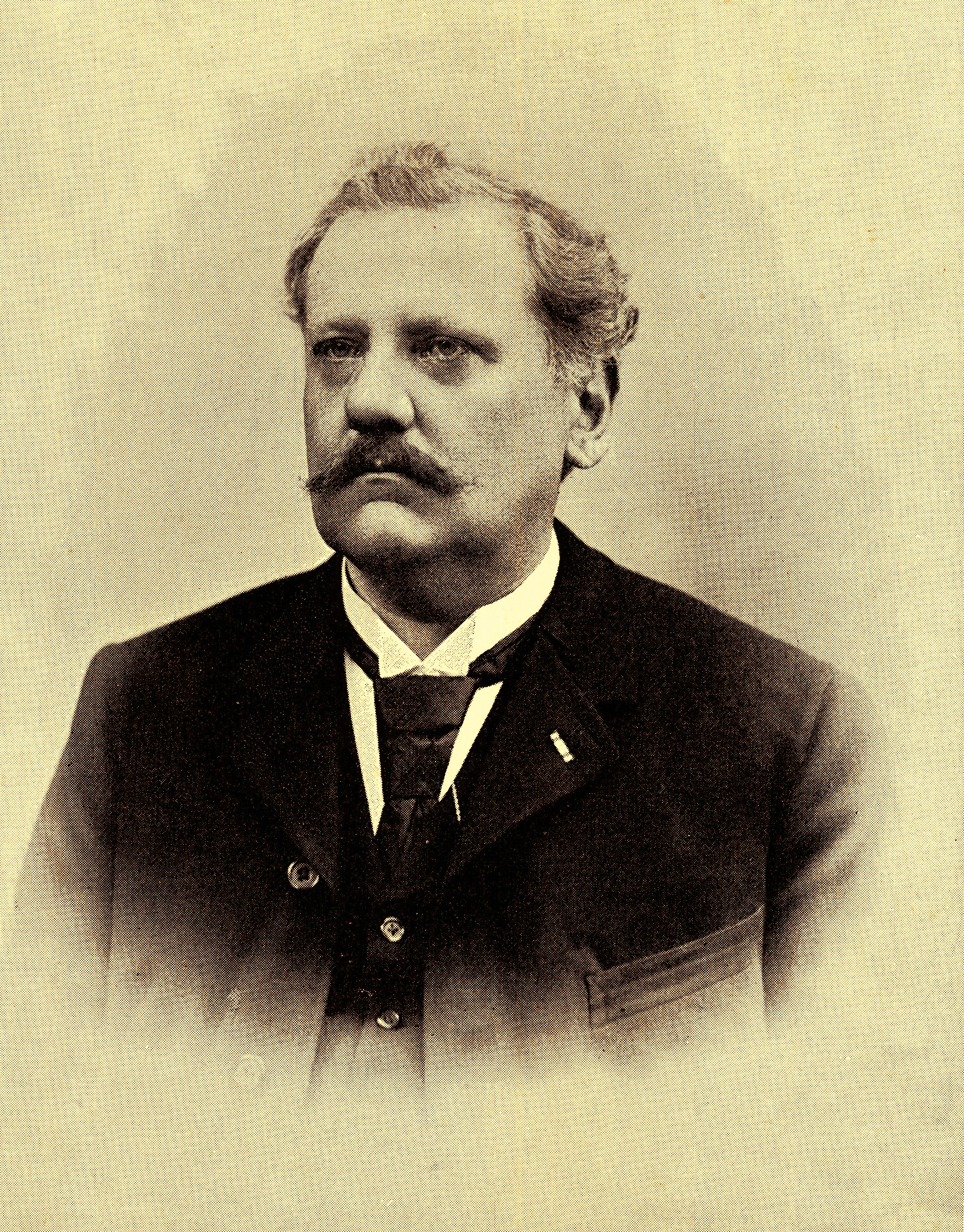
Carel Herman Aart van der Wijck

Jonkheer Carel Herman Aart van der Wijck (* 29. März 1840 in Amboina (Niederländisch-Indien); † 8. Juli 1914 in Baarn) war ein niederländischer Politiker.
Carel Herman Aart van der Wijck wurde geboren als Sohn des Jhr. Mr. Herman Constantijn van der Wijck, Mitglied im Raad van Indië und der Marianne Susanna Lucia de Kock van Leeuwen. Sein Großvater war der in Mannheim ansässige General Harmen Jan van der Wijck (1769–1847).
Carel Herman Aart hatte drei sich ebenfalls in der Politik betätigende Brüder; Jhr. Herman Marinus van der Wijck war Marineminister, Jhr. Herman van der Wijck war Ratsherr von Niederländisch-Indien und Jhr. Otto van der Wijck war Vizepräsident des Rates von Niederländisch-Indien. Carel Herman Aart van der Wijcks Tochter Jkvr. Caroline Angelique ehelichte den späteren Generalgouverneur Andries Cornelis Dirk de Graeff.
Carel Herman Aart van der Wijck wurde auf eine Verwaltungslaufbahn in Niederländisch-Indien vorbereitet. Im Jahre 1888 wurde er Mitglied und Vizepräsident im Rat von Niederländisch-Indien. Im Jahre 1893 wurde Van der Wijck Generalgouverneur von Niederländisch-Indien. In seinem ersten Jahr als Vizekönig fand in Lombok eine kriegerische Auseinandersetzung statt, wobei die niederländische Stellung wiederhergestellt werden konnte. Während seiner Amtszeit stellte Van der Wijk den späteren Generalgouverneur Joannes Benedictus van Heutsz als Gouverneur von Aceh an.
Nach seiner Rückkehr in die Niederlande im Jahre 1899 war er ein liberaler Senator der Ersten Kammer der Generalstaaten.